# غوراب عليا (مقاطعة دهلران)
غوراب عليا (بالفارسية: گوراب علیا) هي مستوطنة تقع في قسم سيد ناصرالدين الريفي (مقاطعة دهلران) في إيران. يقدر عدد سكانها بـ 278 نسمة .